# Bitburg
Bitburg (Luxemburgs: Béibreg)  is een plaats in de Duitse deelstaat Rijnland-Palts. Het is de Kreisstadt van de Eifelkreis Bitburg-Prüm. De plaats telt 15.181 inwoners en ligt in het Luxemburgse taalgebied (Moezelfrankisch). De stad is mede beroemd vanwege de Bitburger-bierbrouwerij, alwaar het gelijknamige pilsener wordt gebrouwen.
Het is een zogenaamde verbandsvrije gemeente. De 71 omliggende gemeenten daarentegen zijn verenigd in de Verbandsgemeinde Bitburger Land.

## Geschiedenis
Rond het begin van de jaartelling als de romeinse vicus Beda gesticht, werd Bitburg in de vroege middeleeuwen het centrum van de Bidgouw. Vanaf de 10e eeuw maakte het deel uit van het graafschap Vianden. In de Franse tijd was het een arrondissementshoofdplaats in het Woudendepartement. Na de slag bij Waterloo werd het hele oostelijke deel van Vianden bij het congres van Wenen aan Pruisen toegewezen. Daar maakte het tot 1946 deel uit van de Rijnprovincie.
Op de militaire begraafplaats van Bitburg liggen, naast ongeveer 2000 militairen van de Wehrmacht, ook 49, vooral jonge, soldaten van de Waffen-SS begraven. Dit gegeven was in 1985 aanleiding voor grote internationale opschudding, toen de Amerikaanse president Ronald Reagan de begraafplaats bezocht op uitnodiging van, en vergezeld door, bondskanselier Helmut Kohl, ter viering van het 40-jarig bestaan van de vrede tussen beide landen.
Nabij Bitburg lag ook de Amerikaanse vliegbasis Bitburg. Na de sluiting van de vliegbasis werd de housingarea nog gebruikt om personeel te huisvesten van de nabij gelegen USAFE vliegbasis Spangdalhem.
Ten tijde van het Duitse Ardennenoffensief, eind 1944, begin 1945 was Bitburg een knooppunt van wegen en spoorwegen, van waaruit het Ardennenoffensief was voorbereid en werd bevoorraad. Teneinde de Duitse bevoorrading te treffen en de Duitse troepen in de Ardennen tot overgave te dwingen, werd op kerstavond 1944 Bitburg zo zwaar door geallieerde bommenwerpers gebombardeerd, dat de stad vrijwel geheel verwoest was. Men schatte van Duitse zijde in, dat de stad tussen 85 en 95% met de grond was gelijkgemaakt. De niet-getroffen gebouwen werden vanaf de avond van 6 februari 1945 zwaar getroffen door het offensief dat de Amerikaanse generaal Patton met zijn tankdivisies inzette om Bitburg te veroveren. Vooraf was Prüm, het tweede logistieke knooppunt in de regio, al door generaal Patton veroverd. Het had tijdens het bombardement van kerstavond 1944 als uitwijkdoel voor de bommenwerpers gediend en was de vernietiging vanuit de lucht gespaard gebleven
Na de oorlog is Bitburg weer grotendeels in de vooroorlogse stijl opgebouwd, nadat het in eerste instantie tot een 'dode stad' was verklaard en herbouw was afgeraden. Bij een monument voor de wederopbouw dat aan de rand van het stadje is neergezet – een smalspoortreintje waarmee het puin van de gebombardeerde stad was afgevoerd – is deze geschiedenis en herbouw van de voormalige 'dode stad' neergeschreven.

## Geboren in Bitburg
- Charles-Mathias Simons (1802-1874), Luxemburgs politicus
- Vendelin Jurion (1806-1892), Luxemburgs politicus
- Jean-Marc Barr (1960), acteur en filmregisseur van Frans-Amerikaanse afkomst
- Scott Elrod (1975), Amerikaans acteur
- Talia DellaPeruta (2002), Amerikaans voetbalster

## Partnersteden
Bitburg is een partnerstad van:
- Aarlen (België), sinds 10 juli 1965
- Bad Köstritz (Duitsland), sinds 23 mei 1992
- Diekirch (Luxemburg), sinds 24 juni 1962
- Rethel (Frankrijk), sinds 10 juli 1965
- Shelbyville (Verenigde Staten), sinds 4 mei 1962

Verbandsvrije stad:  Bitburg